# Drosera grievei

Verbreitung von Drosera grievei in Australien

Drosera grievei ist eine fleischfressende Pflanze aus der Gattung Sonnentau (Drosera). Sie gehört zur Gruppe der sogenannten Zwergsonnentaue und ist im südwestlichen Australien heimisch.

## Beschreibung
Drosera grievei ist eine mehrjährige, krautige Pflanze. Diese bildet eine kompakte, gewölbte Rosette mit einem Durchmesser von etwa 1,2 cm. Die Sprossachse ist bis zu 2 cm lang und mit welken Blättern der Vorsaison bedeckt. 
Die Knospe der Nebenblätter ist eiförmig, 3 mm lang und 2 mm im Durchmesser. Die Nebenblätter selbst sind 3 mm lang, 2 mm breit und dreilappig. Der mittlere Lappen ist in 3 Segmente unterteilt, 5 mm lang und 4 mm breit.
Die 20 bis 30 Blattspreiten sind kreisrund und haben einen Durchmesser von bis zu 0,7 mm. Die Blattstiele sind bis zu 3,6 mm lang, an der Basis 0,5 mm breit, verbreitern sich kurz darauf auf bis zu 0,8 mm und verjüngen sich auf 0,2 mm an der Blattspreite.
Der Blütenstand ist bis zu 3 cm lang und mit winzigen Härchen besetzt. Der Blütenstand ist ein Wickel aus 5 bis 10 Blüten an rund 2,5 mm langen Blütenstielen. Die sehr breit eiförmigen Kelchblätter sind 2,5 mm lang und 2,5 mm breit. Die Spitzen sind unregelmäßig gezahnt. Die weißen Kronblätter sind länglich, 4 – 4,5 mm lang und 2 mm breit.
Die Fäden sind weiß, die Staubbeutel und die Pollen gelb. Der Fruchtknoten ist muschelförmig und 0,7 mm lang. Die 4 horizontal abstehenden Griffel sind 0,5 mm lang und 0,1 mm im Durchmesser. Die Narben sind sichelförmig, 1,2 mm lang und 0,15 mm im Durchmesser an der Basis.

## Verbreitung, Habitat und Status
Drosera grievei kommt nur auf einer kleinen Fläche im äußersten Südwesten Australiens vor. Die Pflanze gedeiht dort in tonigem Sand auf Heideland unter und zwischen niedrigen Büschen.
Die Art ist in Westaustralien aktuell als Priority One eingestuft, eine Stufe für Taxa, die an nur einem oder wenigen Standorten vorkommt und genauerer Beobachtung bedürfen, da von einer aktuellen Gefährdung ausgegangen wird.

## Systematik
Drosera grievei wurde nach Prof. Brian Grieve, der einen großen Beitrag zur Kenntnis der westaustralischen Flora geliefert hat, benannt. Die Pflanze wurde 1992 von Allen Lowrie und Neville Graeme Marchant als Art beschrieben.